# Чаоху
Чаоху е префектура в градска префектура Хъфей, провинция Анхуей в Източен Китай. Разположен е на най-голямата китайска река Яндзъ в централната част на провинцията си. Населението му е 780 711 жители. Намира се в часова зона UTC+8. Телефонният му код е 565. МПС кодът му е 皖Q. Средната годишна температура е около 16,5 градуса.